# Schloss Ummendorf

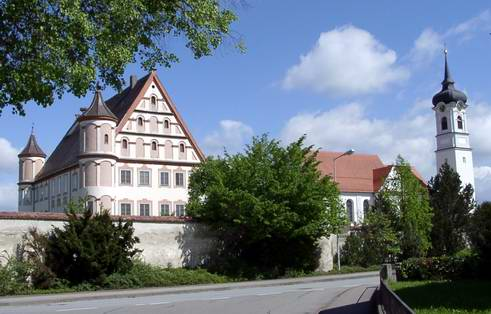
Schloss Ummendorf

Das Schloss Ummendorf ist ein im 16. Jahrhundert vom Augsburger Patrizier Matthias Manlich erbautes Schloss in Ummendorf bei Biberach an der Riß.
Der aus Augsburg stammende Handelsherr und kaiserliche Rat Matthias Manlich kaufte die Liegenschaft Ummendorf 1554 vom Kloster Weißenau. Wie viele Patrizier wollte auch Matthias Manlich mit dem Bau eines Schlosses seine gesellschaftliche Stellung dokumentieren und dadurch mit dem ländlichen Adel gleichziehen, um so die Voraussetzungen für den Aufstieg in den Adelsstand zu schaffen. Es ist davon auszugehen, dass Manlich wenige Jahre nach dem Kauf Ummendorfs mit dem Neubau des Schlosses begonnen hat. Auf diese Zeit als Baubeginn weisen auch die Ergebnisse einer Datierung des Dachwerks hin, die eine Entstehung dieses Gebäudeteils um 1557/58 belegen. Der Zeitpunkt der Fertigstellung des Baues lässt sich nicht genauer feststellen. Matthias Manlich starb um 1563; als seine Erben das Schloss 1565 an das Kloster Ochsenhausen verkauften, wurde es als „von grundauf neu, groß verbauten Haus mit einem schönen Wasserwerk“ bezeichnet.

## Beschreibung
Der mehrstöckige Renaissancebau war im 16. Jahrhundert ein fast quadratischer Gebäudekomplex, der an den Ecken, nach Westen gerichtet, zwei schlanke Rundtürme hat. Matthias Manlich plante das Ummendorfer Schloss mehrflügelig mit einem dreiteiligen Garten. Am Schloss waren gegen Osten zwei Seitenflügel angebaut, die im 19. Jahrhundert abgebrochen wurden. Die Außenmauer der Anlage umgibt heute noch das Anwesen und den umliegenden Garten. An der westlichen Gartenmauer steht das barocke Gartenhaus, welches im Jahr 1739/40 an die Schlossmauer angebaut wurde.
In der Eingangshalle im Erdgeschoss befindet sich ein imposantes Gewölbe, das sich in seiner Breite über den gesamten Raum spannt. Es gehört zu den unberührtesten und besterhaltenen Gewölben in Oberschwaben. Der Grundriss im ersten und zweiten Obergeschoss präsentiert einen Standardgrundriss, der sich vom Renaissanceschlossbau ableiteten lässt. Das Dachwerk stammt ebenfalls aus dem 16. Jahrhundert. Es ist ein dreigeschossiges Sparrendach, das im Mittelabschnitt ein sogenanntes Sprengwerk zeigt.
Im 18. Jahrhundert, zur Blütezeit des oberschwäbischen Barockes wurde das Schloss stark verändert. 1729/30 taucht in den Büchern auch der Name des Gipsers Gaspare Mohla (auch Mola) auf, der die Stuckdecke im ersten Obergeschoss geschaffen hat. Die Decke zeigt reiche Rocaille- und Bandelwerkornamente mit Porträtköpfen und Tierdarstellungen. Der Stuckateur hat auch die reichen Arbeiten im Kloster Ochsenhausen hergestellt.
Der Garten rund um das Schloss dürfte ebenfalls von Matthias Manlich angelegt worden sein. Die Ummauerung des Geländes zeigt verschiedene Bauphasen. Es ist in großen Teilen ein Wackenmauerwerk zu erkennen, auf das erst im 17. Jahrhundert eine dünnere Backsteinmauer aufgesetzt wurde. Der Garten zeigt die für Renaissance-Gärten obligatorische Dreiteilung in Baum-, Gemüse und Lustgarten.
Zum Schlossensemble gehört auch das heutige Bäule, im Jahr 1696/97 als „Schloss Bäwle“ benannt, das sich unmittelbar an der Ostseite der Mauer anschließt. Das Bäule wurde mehrere Male baulich verändert: im Jahr 1737/38, im 19. Jahrhundert, zuletzt im Jahr 2004.

## Geschichte
Matthias Manlich erlebte die Fertigstellung seines Anwesens nicht. Seine Erben verkauften das Schloss an das Kloster Ochsenhausen im Jahr 1564. Das Anwesen diente danach sowohl als Sommer- und Erholungsresidenz als auch als Alterswohnsitz von Äbten und Prälaten.
Zwischen 1618 und 1632 diente das Schloss als „Hohe Schul“ für die Benediktiner-Schüler. Abt Bartholomäus Ehinger erließ eine eigene Konviktsordnung für die Schule.
Ab 1829 diente das Schloss als Dienstwohnung für den katholischen Pfarrer. Im Jahr 1880 bezog Prälat Engelbert Hofele das Schloss und ließ es renovieren.
Das Schloss diente zwischen 1943 und 1945 als Außenstelle des Instituts für praktische Mathematik sowie des Physikalischen Institutes der Technischen Hochschule Aachen. Ein Analogrechner der Firma Askania aus Berlin, der unter Robert Sauer optimiert wurde, war im Schloss untergebracht. Thema der physikalischen Forschung war unter anderem die Widerstandsverminderung und Berechnung von Strömungsverhältnissen für den Bau der „Natter“.
Heute ist das Schloss im Eigentum des Landes Baden-Württemberg und kulturelles Zentrum der Gemeinde Ummendorf. Die Hochschule Biberach nutzt die Räume für besondere Anlässe.
Im Jahr 2019 ereignete sich aufgrund eines defekten Luftbefeuchters ein Wasserschaden, bei dem Teile der Holz-Kassettendecke im ersten Obergeschoss beschädigt wurden. Im Jahr 2022 war der Schaden repariert und das Schloss konnte wieder für Veranstaltungen genutzt werden.